# Chandica quadripennis
Chandica quadripennis är en fjärilsart som beskrevs av Moore 1888. Chandica quadripennis ingår i släktet Chandica och familjen trågspinnare. Inga underarter finns listade i Catalogue of Life.

## Bildgalleri

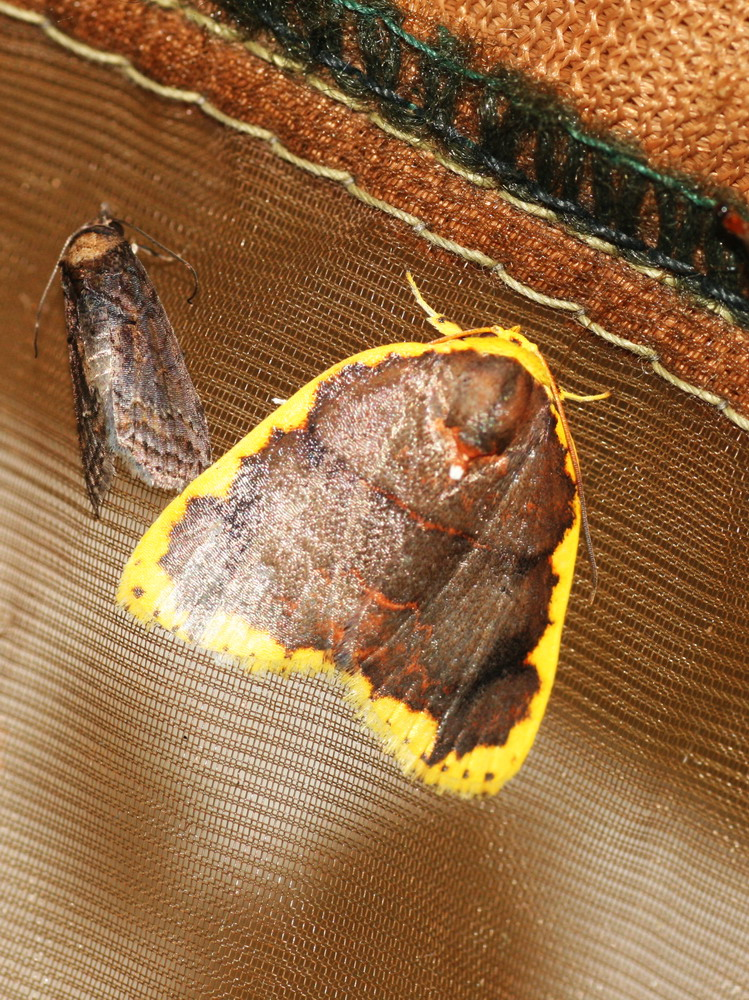